# حاتم ذو الفقار
حاتم ذو الفقار (5 يناير 1952 - 15 فبراير 2012)، هو ممثل مصري (اسمه الحقيقي في شهادة الميلاد هو حاتم محمد محمود راضي وسبب تسمية ذو الفقار جاء من خلال الفنان صلاح ذو الفقار الذي كان يجاور حاتم).أتوقف عن التمثيل بسبب عادل إمام ، تخرج من المعهد العالي للسينما، تزوج من الفنانة نورا.

## حياته
فنان مصري راحل، اسمه بالكامل "حاتم محمد محمود راضي"، ولد يوم 1 أغسطس 1952 في قرية ساحل الجوابر بمركز الشهداء التابع لمحافظة المنوفية، وعاش مع أسرته بمنطقة العباسية بالقاهرة، هو الشقيق الأوسط بين الأخ الأكبر المهندس "ماهر راضي" والشقيقة الصغرى الدكتورة "أنوار" ينتمي "حاتم ذو الفقار" لإحدى العائلات العريقة والثرية التي تمتلك مساحات شاسعة من الأراضي بالقرية، وهناك عزبة تُسمّى "عزبة راضي" نسبةً إلى العائلة، إلا أنه حصل على لقب "ذو الفقار" من الفنان الراحل صلاح ذو الفقار الذي كان يجاوره في السكن بمنطقة العباسية كان والد "حاتم ذو الفقار" الذي يعمل بالهندسة يرغب في إلحاق ابنه بالكلية الحربية، إلا أنه فضّل الالتحاق بمعهد التمثيل مما دفعه إلى ترك الدراسة بالكلية الحربية بعد أن قضى بها عامين، وحصل على بكالوريوس من قسم التمثيل والإخراج بالمعهد العالي للفنون المسرحية بدأ "ذو الفقار" مشواره الفني من خلال المسرح القومي الذي قدّم به العديد من العروض المسرحية، إلا أنه قدّم استقالته عام 1986م للفنانة سميحة أيوب مديرة المسرح القومي آنذاك احتجاجاً على استدعائه للمشاركة في عرض مسرحية "السبنسة" عند إعادة عرضها في وقت انشغاله ببروفات مسرحية أخرى بمسرح القطاع الخاص
عُرف الفنان المصري "حاتم ذو الفقار" بحرصه على فعل العمل الخيري حيث قام بإنشاء مسجد بمسقط رأسه قرية ساحل الجوابر، بالإضافة إلى مستودع للبوتاجاز ومحطة وقود لخدمة الأهالي، كما تم تسمية كوبري القرية باسم "كوبري نورا" نسبة إلى زوجته السابقة الفنانة نورا تعرض الفنان الراحل في المرحلة الأخيرة من عمره لعدد من الأزمات الصحية خاصةً عقب إصابته في حادث سيارة ترتب عليه إجراءه لعملية تغيير مفصل في أحد ساقيه، مما أثّر في قدرته على الحركة وابتعاده عن الأضواء .

## وفاته
ففي يوم 15 فبراير 2012 توفي الفنان المصري "حاتم ذو الفقار" في منزله بالقاهرة، حيث يعيش وحيداً دون زوجة أو أولاد على الرغم من زواجه ثلاث مرات، وقد تم دفنه في مسقط رأسه بمحافظة المنوفية، ورغم أنه توفّي يوم 15 فبراير، فظل ميتا في منزله لمدة 3 أيام دون أن يعلم أحد، واكتشف إخوته الوفاة بالمصادفة، بعد اتصالهم به هاتفيا لعدة أيام دون رد، فكانت نهايته مأساوية.

## أعماله
قدّم ما يقرب من 89 عملاً فنيا، ما بين السينما والدراما والسهرات التليفزيونية،
وقد اشتهر بأداء دور الشر والنصب والاحتيال والعاشق المخادع على الشاشة:
- آه .. وآه من شربات (1992).
- العمر لحظة (١٩٧٨)
- المشاغبون في البحرية (1992).
- مذبحة الشرفاء (1992).
- مسجل خطر (1991).
- جزيرة الشيطان (1989).
- الخرتيت (1987).
- رجل في عيون امرأة (1987).
- أجراس الخطر (1986).
- انتحار صاحب الشقة (1986).
- الحناكيش (1986).
- بكره أحلى من النهارده (1986).
- سري للغاية (1986).
- قبل الوداع (1986).
- الحلال والحرام (1985).
- المجنونة (1985).
- المدبح (1985).
- النشالات الفاتنات (1985).
- صراع الأيام (1985).
- عشرة على عشرة (1985).
- صراع الأيام (1984).
- التخشيبة (1984).
- بناتنا في الخارج (1984).
- بيت القاضي (1984).
- عنتر شايل سيفه (1983).
- الغول (1982).
- حكمت المحكمة (1981).
- الإنسان يعيش مرة واحدة (1981).

## المسلسلات
- فلاح في بلاط صاحبة الجلالة مع نرمين الفقي وكمال أبو رية.

## المسرحيات
- مسرحية أصل وخمسة

## وصلات خارجية
- حاتم ذو الفقار على موقع IMDb (الإنجليزية)
- حاتم ذو الفقار على موقع الدهليز
- حاتم ذو الفقار على موقع قاعدة بيانات الأفلام العربية
- حاتم ذو الفقار | اللقاء الكامل في ساعة صفا.. الجزء الأول